# Fritz Julius Hintze
Fritz Julius Hintze (Medingen, 31 maggio 1901 – Mare del Nord, 26 dicembre 1943) è stato un militare tedesco, distintosi nel corso della seconda guerra mondiale, dapprima come ufficiale di rotta dell'incrociatore pesante Admiral Hipper e poi come comandante dell'incrociatore da battaglia Scharnhorst.

## Biografia

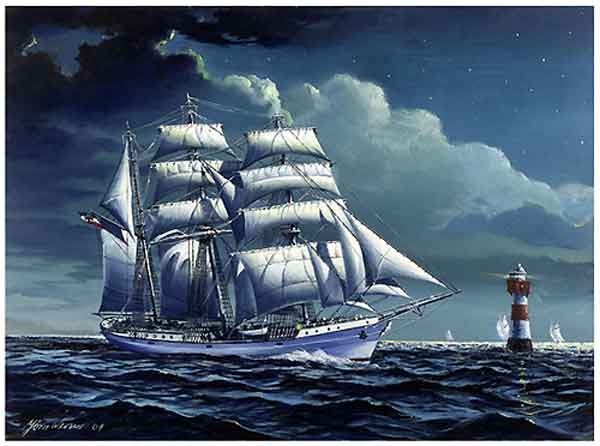
La nave scuola Niobe in navigazione

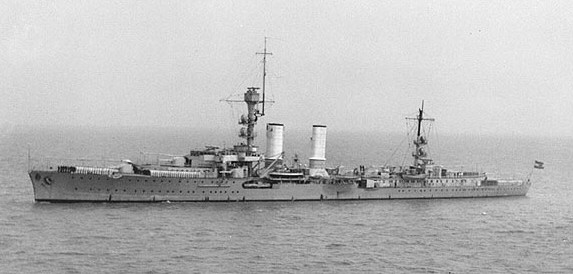
L'incrociatore leggero Emden in Cina nel 1931

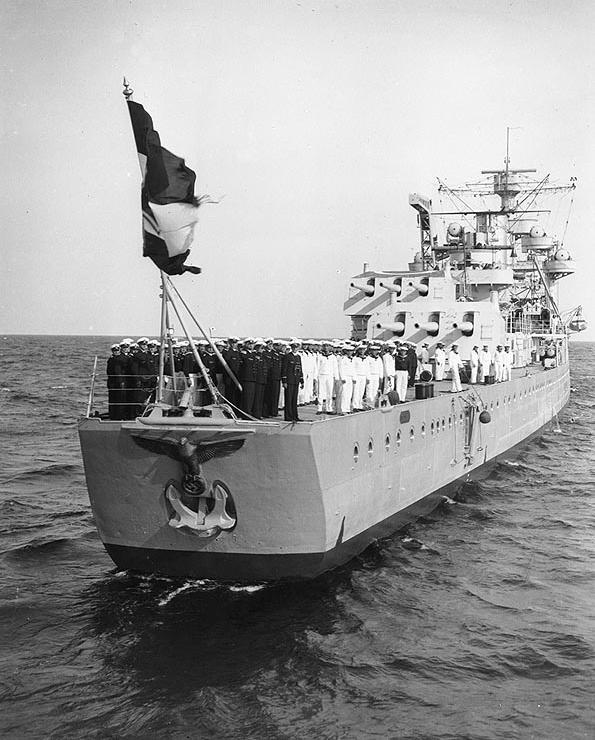
Vista di poppa dell'incrociatore leggero Köln in una foto del 1935

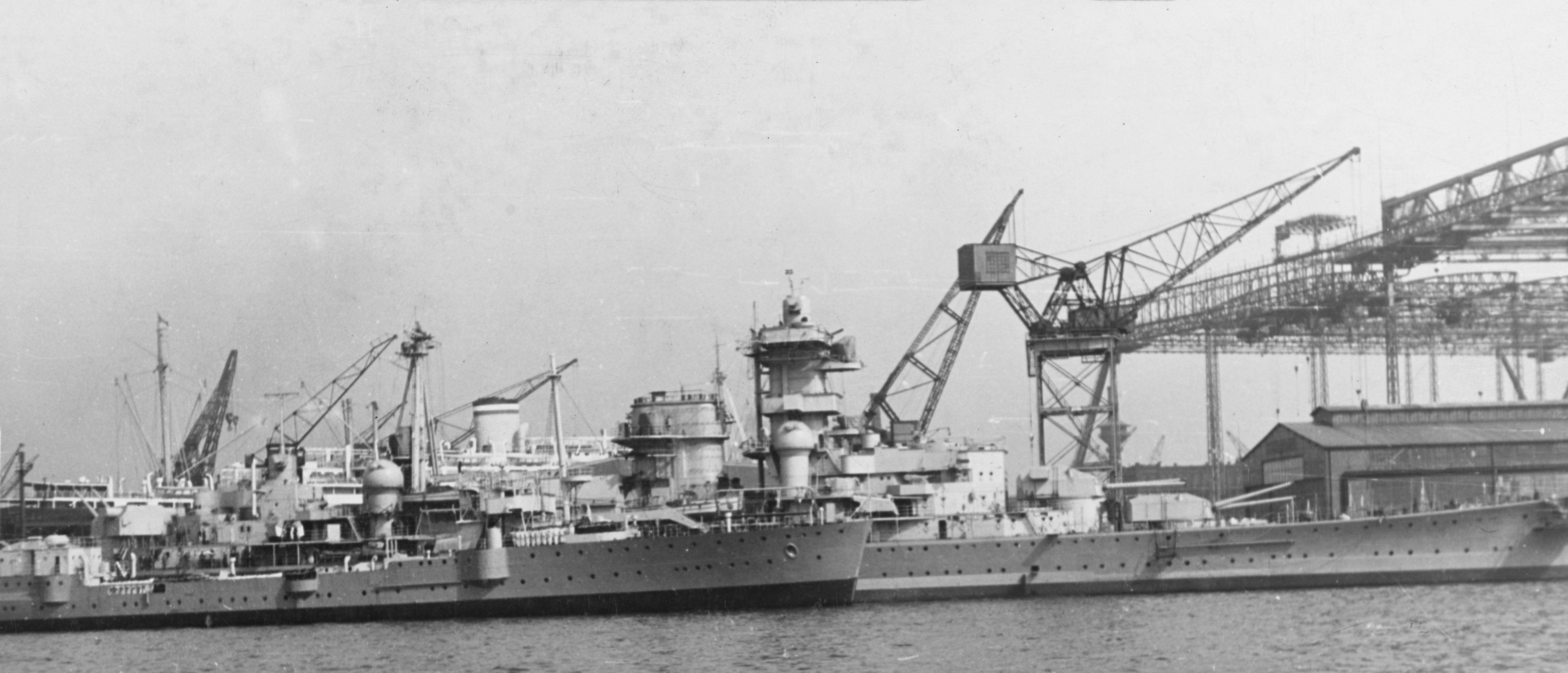
L'incrociatore pesante Admiral Hipper ancora in allestimento nel cantiere navale Blohm & Voss di Amburgo nel 1939, con l'ex incrociatore protetto Amazone al lato

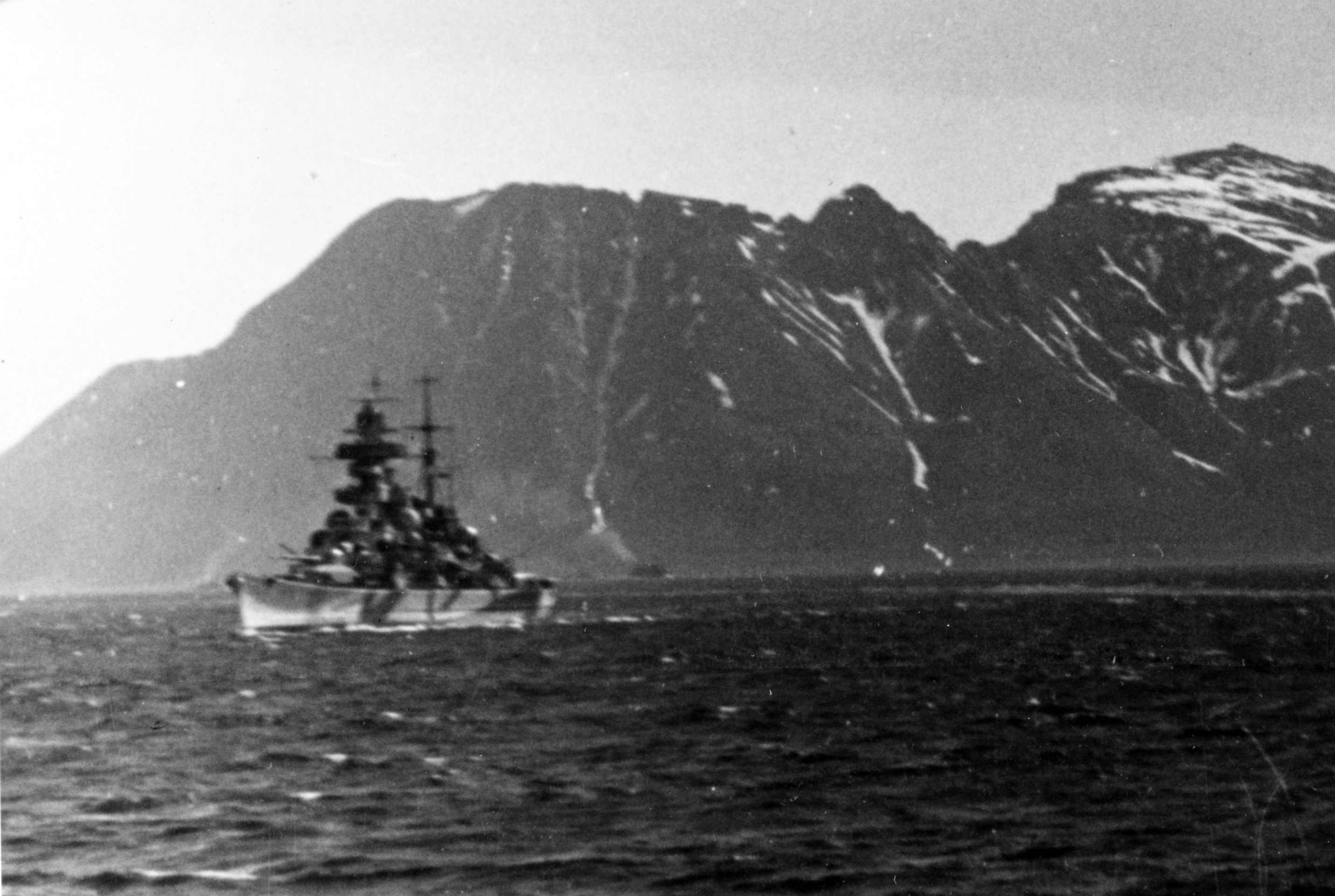
L'incrociatore pesante Admiral Hipper in navigazione nelle acque della Norvegia durante la seconda guerra mondiale

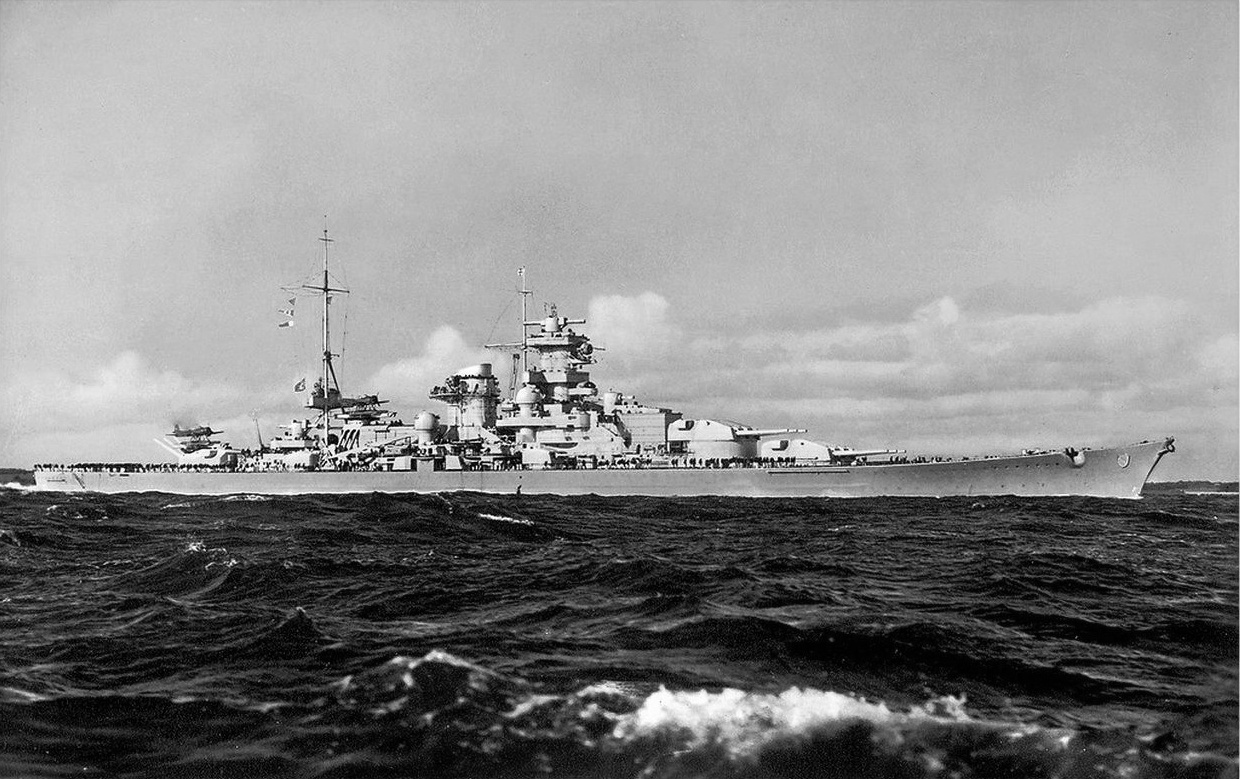
L'incrociatore da battaglia tedesco Scharnhorst in navigazione nei primi mesi del conflitto

Nacque a Medingen, frazione di Bad Bevensen, il 13 maggio 1901, figlio di Rudolf, di professione mugnaio, e della signora Clara Cölln. Dopo aver frequentato la scuola secondaria di Uelzen si arruolò volontario nella Kaiserliche Marine il 25 settembre 1918 iniziando a frequentare la Marineschule di Flensburg-Mürwik come aspirante guardiamarina, rimanendovi fino al 30 novembre successivo. In quello stesso giorno la sua formazione come ufficiale di marina ebbe fine in ottemperanza alla clausole dell'armistizio di Compiègne. Dopo aver perso la guerra, la nuova marina tedesca doveva essere composta da soli 15.000 uomini, inclusi 1.500 ufficiali. Su richiesta del padre iniziò a lavorare come apprendista in una banca di Lüneburg. Quando nel 1920 si presentò la prima opportunità di tornare in servizio in Reichsmarine, terminò l'apprendistato che aveva iniziato per entrare a far parte della 2. Marine Brigade il 25 aprile dello stesso anno. Dal 31 maggio al 10 settembre prestò servizio presso la Schiffsstammdivision del Mare del Nord, continuando poi la sua formazione come ufficiale presso la Marineakademie fino al 14 marzo 1922 quando fu nominato guardiamarina.
Durante questo periodo trascorse in mare alcune settimane (dal 13 novembre 1920) dapprima imbarcato sul dragamine M 90 e poi sulla nave scuola a vela Niobe, sotto il comando del tenente Felix von Luckner. Dopo sei settimane presso la scuola di comunicazioni della marina, sempre a Mürwik, fu trasferito sulla nave da battaglia Hannover. Il 23 maggio 1922 assistette a uno dei più tragici incidenti della Reichsmarine quando la Hannover entrò in collisione con la torpediniera S 18  durante un'esercitazione notturna, che causò a morte di dieci uomini. In estate la Hannover visitò alcuni porti finlandesi, e poi nel mese di settembre prese parte alle prime grandi manovre navali della Reichsmarine, visitando quindi Stoccolma dal 18 al 22 ottobre. All'inizio del 1923 frequentò la scuola di artiglieria navale a Kiel per tre mesi, dopodiché fu assegnato in servizio a bordo dell'incrociatore protetto Arcona. A bordo della nave visitò Åbo in Finlandia durante l'estate e poi Karlskrona nella Svezia meridionale. Promosso Leutnant zur See il 1º ottobre 1923,  fu trasferito sull'incrociatore leggero Amazone il 1º dicembre. Da allora l'Amazone fece parte delle forze navali leggere del Mare del Nord e nell'anno successivo partecipò a diversi viaggi di addestramento. L'estate del 1924 portò l'incrociatore a Bodø, in Norvegia, e poi sbarcò nel primo trimestre del 1925 per divenire ufficiale in comando di una compagnia del Küstenwehrabteilung VI a Emden, successivamente ridenominata VI. Marineartillerieabteilung.
Promosso Oberleutnant zur See il 1º luglio 1925, dal 1º luglio 1927 al 30 settembre 1929 fu primo ufficiale, e poi comandante della 3. Torpedobootshalbflottille. Imbarcatosi successivamente sull'incrociatore leggero Köln come ufficiale silurista, vi rimase per due anni. 
L'8 dicembre 1932 la nave lasciò la rada di Wilhelmshaven per un viaggio di addestramento che toccò il golfo di Biscaglia, il Mar Mediterraneo, l'Egitto, l'India, le Indie Orientali Olandesi, l'Australia, i mari del sud e l'Asia orientale. Da Tsingtao, in Cina, il Köln navigò nell'Oceano Indiano attraversò il canale di Suez e rientrò in Germania il 12 dicembre 1933. Nel 1934 fu promosso Kapitänleutnant e lasciò la nave, divenendo comandante della 2ª Compagnia del III. Schiffsstammabteilung nel Mar Baltico, incarico che ricoprì fino al 24 settembre 1936.
Fu consulente dello Sperrversuchskommando a Kiel fino al 30 giugno 1938, e il 1º luglio fu promosso Korvettenkapitän è trasferito sull'incrociatore leggero Emden come ufficiale di navigazione. Alla fine del mese la nave lasciò Wilhelmshaven navigando nelle acque norvegesi, toccando poi Reykjavík in Islanda, le Azzorre, attraversò l'Oceano Atlantico fino alle Bermuda. A causa dello scoppio della crisi dei Sudeti la nave rientrò subito in Germania. Il 10 ottobre 1938 l'incrociatore salpò nuovamente diretto in Mediterraneo e nel Mar Nero, rientrando poi a Wilhelmshaven, via Rodi e Vigo,  il 16 dicembre. L'anno successivo l'Emden, dal 29 marzo al 15 aprile, effettuò una missione per la protezione della pesca toccando di nuovo il porto di Reykjavik. Subito dopo il suo rientro fu trasferito come ufficiale di rotta sul nuovo incrociatore pesante Admiral Hipper che appena entrato in servizio nel mese di luglio, ed effettuò una visita in Svezia e in Estonia.
Dopo lo scoppio della seconda guerra mondiale, il 19 febbraio 1940 l'Admiral Hipper effettuò una missione di caccia ai convogli nemici insieme agli incrociatori da battaglia Gneisenau e Scharnhorst nel Mare del Nord; nessuna nave nemica venne intercettata, ma la Admiral Hipper riscontrò alcuni problemi con le caldaie. La nave partecipò poi alle Operazioni Weserübung e Juno. L'incrociatore pesante prese il mare nel settembre 1940 per una missione contro il traffico mercantile nemico, ma rientrò subito ad Amburgo a causa di un guasto all'apparato motore. Salpò nuovamente nel dicembre 1940, affondando alcune navi mercantili, per rientrare poi alla base di Kiel, riprendendo il mare il 1º febbraio 1941 per una analoga missione terminata nel porto francese di Brest a causa di un nuovo guasto all'apparato motore. La nave salpò poi per rientrare in Germania entrando in un cantiere navale per le opportune revisioni e riparazioni. Completate le prove in mare e il periodo di addestramento, nel marzo 1942 l'incrociatore si trasferì a Trondheim, in Norvegia. Ai primi di luglio l'Admiral Hipper partecipò alle operazioni di contrasto al convoglio PQ-17. Il 26 luglio lasciò l'incrociatore promosso Fregattenkapitän assumendo l'incarico di comandante del reparto prove siluri e mine presso il Torpedoversuchsanstalt di Eckernförde.
Il 1º settembre egli fu promosso Kapitän zur See, e il 21 novembre decorato con l'Ordine militare della Croce Tedesca in oro.
Il 18 ottobre 1943 fu nominato comandante dell'incrociatore da battaglia Scharnhorst, su cui alzava la sua bandiera il contrammiraglio Erich Bey, sostituendo il parigrado Friedrich Hüffmeier.
Alle ore 17:00 del 25 dicembre 1943 il contrammiraglio Bey ricevette l'ordine dal grande ammiraglio Karl Dönitz di salpare dall'Alta Fjord con la sola grande unità disponibile, lo Scharnhorst, con cinque cacciatorpediniere di scorta, per intercettare (Operazione Ostfront) il convoglio di rifornimenti JWB 55 diretto a Murmansk, in Unione Sovietica. La ricognizione tedesca aveva stimato che il convoglio sarebbe passato a circa 150 miglia da Capo Nord, e il Quartier generale della Kriegsmarine decise di intercettare e distruggere quante più navi mercantili possibili, al fine di impedire ai vitali rifornimenti alleati di raggiungere l'Unione Sovietica.
Ciò che veniva ignorato era che il convoglio JW-55B aveva come scorta indiretta una potente squadra navale composta dalla corazzata Duke of York, sulla quale era imbarcato il comandante della squadra navale, l'ammiraglio Sir Bruce Fraser, dall'incrociatore leggero Jamaica e da 4 cacciatorpediniere inglesi, e uno norvegese che incrociava a maggiore distanza. Inoltre a circa 150 miglia dal convoglio JW-55B si trovava anche il convoglio RA-55A formato da 22 mercantili, con la scorta diretta di 7 cacciatorpediniere inglesi, uno canadese, e da un dragamine inglese, mentre la scorta indiretta era formata da una divisione di incrociatori composta dall'incrociatore pesante Norfolk e dagli incrociatori leggeri Belfast e Sheffield, al comando dal contrammiraglio Sir Robert Burnett.
Il maltempo, il mare grosso e l'inadeguata ricognizione fornita dalla Luftwaffe impedirono inizialmente a Bey di localizzare il convoglio alleato, ed il contrammiraglio diede ordine ai cacciatorpediniere di disporsi a ventaglio per contribuire alla ricerca. La tempesta imperversante fece sì che i cacciatorpediniere tedeschi si dispersero, lasciando l'incrociatore da battaglia senza scorta diretta. 
Grazie al suo intuito Bey riuscì a localizzare il convoglio da solo. Alle 9:24 iniziò il combattimento, con uno scambio di colpi tra lo Scharnhorst e gli incrociatori di scorta al convoglio RA-55A, ma alle 12:04 Bey diede l'ordine di interrompere la ricerca della navi mercantili e di dirigere a sud, per rientrare alla base, sempre tallonato dagli incrociatori inglesi. Il contrammiraglio ignorava sempre che la corazzata Duke of York stava arrivando rapidamente in zona. Alle 16:54 le navi inglesi aprirono il fuoco, e lo Scharnhorst rispose con i pezzi poppieri da 280 mm, ma i pezzi da 356 mm della corazzata colpirono lo Scharnhorst danneggiandolo gravemente, tanto che la velocità scese a 10 nodi. Alle 18:20 la battaglia praticamente terminò quando un colpo da 356 distrusse la sala caldaie, consentendo ai cacciatorpediniere inglesi di portarsi a distanza di lancio siluri.
Alle 19:45 l'incrociatore da battaglia, che nello scontro aveva riportato gravissimi danni, si capovolse, affondando rapidamente. Dei 1 968 membri dell'equipaggio solamente 36 sopravvissero, venendo posti in salvo dalle unità della Royal Navy, ma tra di essi non vi era nessun ufficiale. Hintze tramite un megafono diede ordini al proprio equipaggio, che si era riunito sul ponte inferiore, di abbandonare la nave, e secondo il racconto di alcuni sopravvissuti egli prese congedo dal contrammiraglio Bey con una stretta di mano. I due ufficiali furono gli ultimi ad abbandonare la nave, ma nessuno dei due sopravvisse.

### Annotazioni
1. ↑  La corazzata Tirpitz era stata danneggiata da un attacco di sommergibili tascabili inglesi presso il suo ancoraggio, e necessitava di riparazioni, mentre il Lützow era rientrato in patria per essere disarmato.
2. ↑  Tale convoglio era composto da 19 mercantili, scortati da 8 cacciatorpediniere e da un dragamine.
3. ↑  La forza iniziale a sua disposizione veniva stimata superiore a quella di scorta al convoglio, in termini di potenza di fuoco e velocità.
4. ↑  Si trattava di un convoglio che stava ritornando vuoto dall'Unione Sovietica per essere nuovamente approvvigionate.

### Fonti
1. 1 2 3 4 5 6 7 8 9 10 11 12 13 14  Personalakte Fritz Hintze, Deutsche Dienststelle (WASt) Berlin.
2. ↑  Breyer 1992, p. 5.
3. 1 2  Breyer 1992, p. 23.
4. ↑  Breyer 1992, p. 18.
5. ↑  Breyer 1992, p. 44.
6. ↑  Breyer 1992, p. 13.
7. ↑  Breyer 1992, p. 29.
8. ↑  Breyer 1991, p. 5.
9. 1 2 3 4  Breyer 1991, p. 26.
10. 1 2  Breyer 1991, p. 28.
11. 1 2 3  Breyer 1991, p. 29.
12. 1 2 3 4 5 6  Garzke, Dulin 1995, p. 165.
13. ↑  Garzke, Dulin 1995, p. 167.
14. 1 2  Garzke, Dulin 1995, p. 170.
15. ↑  Garzke, Dulin 1995, p. 174.
16. ↑  Garzke, Dulin 1995, p. 175.
17. ↑  Garzke, Dulin 1995, p. 176.
18. 1 2  Tucker 2011, p. 103.